# Мария Брабантска (1226 – 1256)
Вижте пояснителната страница за други личности с името Мария Брабантска.
Мария Брабантска (на немски: Maria von Brabant; * 1226; † 18 януари 1256, Донаувьорт) от род Регинариди, е принцеса от Херцогство Брабант и чрез женитба херцогиня на Бавария и пфалцграфиня при Рейн.

## Произход
Дъщеря е на Хайнрих II (1207 – 1248), херцог на Брабант и Долна Лотарингия, и първата му съпруга Мария фон Хоенщауфен (1196 – 1235), дъщеря на немския крал Филип Швабски и Ирина Ангелина, дъщеря на византийския император Исак II Ангел. Мария е роднина на Вилхелм II Холандски (римско-немски крал, 1254 – 1256).

## Брак с Лудвиг II Строги
Първоначално Мария е сгодена през 1247 г. за принц Едуард I, син на английския крал Хенри III.
Тя се омъжва на 2 август 1254 г. в Ландсхут за херцог Лудвиг II Строги (1229 – 1294) от династията Вителсбахи от Херцогство Брабант. Тя е неговата първа съпруга. Бракът остава бездетен.
Мария е екзекутирана на 18 януари 1256 г. в Донаувьорт (тогава „Верд“) в замък Манголдщайн от ревност по нареждане на Лудвиг, понеже фалшиво я обвинява в изневяра. За опрощение на този му грях, той подарява манастир Фюрстенфелд при днешен Фюрстенфелдбрук. Херцогиня Мария Брабантска е погребана в манастир Св. Кръст в Донаувьорт.
- Екзекуцията на Мария 
(миниатюра от хроника)
- Манастир Фюрстенфелд